# Dysosma guangxiensis
Dysosma guangxiensis là một loài thực vật có hoa trong họ Hoàng mộc. Loài này được Y.S.Wang mô tả khoa học đầu tiên năm 1984.